# Brechin Castle

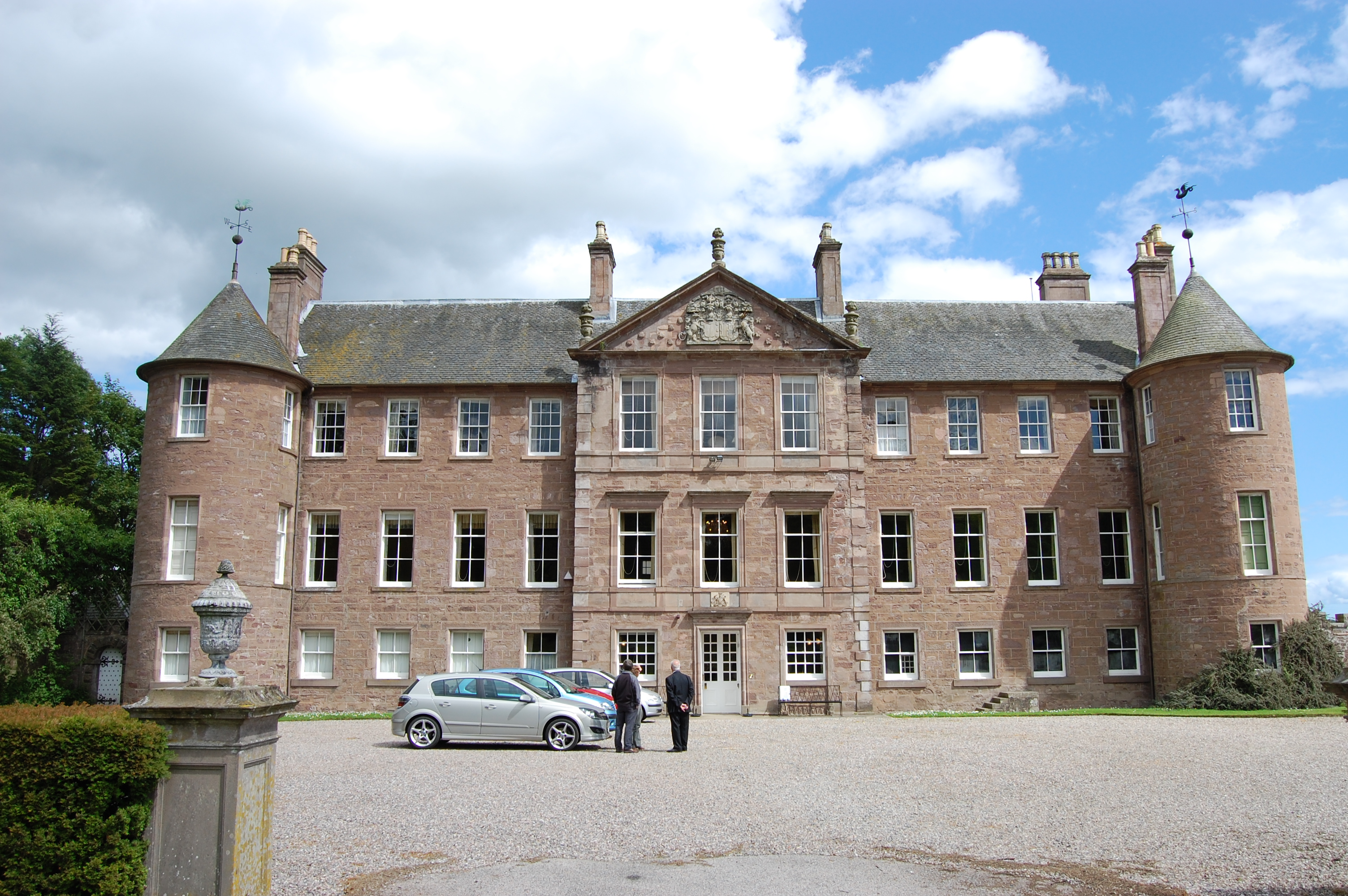
Brechin Castle

Brechin Castle ist ein Schloss in Angus, Schottland. Es liegt in der Nähe der Stadt Brechin und dient seit Anfang des 20. Jahrhunderts als Stammsitz der Familie des Earls of Dalhousie.

## Geschichte
Erbaut wurde das Schloss im 13. Jahrhundert. Der Grund, auf dem das Schloss erbaut wurde, befindet sich seit dem 12. Jahrhundert im Besitz der Familie des Earls of Dalhousie und umfasste ursprünglich 607 km². Heute gehören noch etwa 223 km² an Ländereien zum Schloss. Seine Gebäude stammen größtenteils aus dem frühen 18. Jahrhundert.
1696 beauftragte James Maule, 4. Earl of Panmure den schottischen Architekten Alexander Edward mit umfangreichen Umbauten. Die Arbeiten im Stile von William Bruce dauerten bis 1709. Neben dem Umbau der Gebäude gestaltete Edwards zwischen 1701 und 1708 auch den zugehörigen, etwa zehn Hektar großen Schlosspark. In den 1990er Jahren wurde auf dem Gelände das Brechin Castle Center errichtet. Dort werden Pflanzen verkauft und ein Museum zur Geschichte der Pikten unterhalten.
1987 wurden die Außenanlagen in das Inventory of Gardens and Designed Landscapes in Scotland aufgenommen.